# Parallelodera luteicornis
Parallelodera luteicornis là một loài bọ cánh cứng trong họ Trogossitidae. Loài này được Fairmaire miêu tả khoa học năm 1881.